# Карклинь, Арнис Фридрихович
А́рнис Фри́дрихович Ка́рклинь (Карклиньш; латыш. Arnis Kārkliņš; 1924—2004) — рижский рабочий, Герой Социалистического Труда (1971).

## Биография
Родился в 1924 году в Москве. По национальности — латыш. После получения среднего образования, служил в Красной армии и участвовал в Великой Отечественной войне.
Демобилизовался в 1947 году, после чего приехал в Ригу (Латвийская ССР, ныне Латвия). С 1947 по 1948 год работал монтёром Рижской радиотрансляционной сети, а с 1948 года и до выхода на пенсию — токарем-расточником на Рижском заводе «Автоэлектроприбор». Участвовал в наставничестве по подготовке молодых рабочих, делился с ними своим опытом работы.
5 апреля 1971 года за выдающиеся успехи в выполнении заданий пятилетнего плана по развитию автомобильной промышленности Арнису Фридриховичу Карклиню было присвоено звание Героя Социалистического Труда с награждением орденом Ленина и медалью «Серп и Молот».
Избирался депутатом Верховного Совета Латвийской ССР с 7-го по 10-й созыв (1967—1985 годы).
Проживал в Риге. Умер 22 июня 2004 года. Похоронен в Риге на Лесном кладбище.

## Награды
- Медаль «Серп и молот» (5 апреля 1971 — № 16129)[1];
- Орден Ленина (5 апреля 1971 — № 402958)[1];
- Орден Отечественной войны 2-й степени (11 марта 1985)[1];
- ряд прочих медалей[1]